# Шишка свиња
Шишка као примитивна аутохтона раса свиња, добила је назив највероватније по ресама са доње стране врата које је народ звао шишкама, што је типично за директне потомке европске дивље свиње. Данас се сматра да је нестала са ових простора.

## Историја
Шишка је некад имала огроман значај не само за наше већ и за свињарство околних земаља. Још у 18. и почетком 19. века, шишка је била веома распрострањена не само по целој Хрватској већ и по Мађарској, уз остале области Балканског полуострва: Бугарске, Румуније, Босне и Србије. Шишку је у Мађарској средином прошлог века потисла српска свиња - шумадинка, од које је постала мађарска мангулица. У северном делу Хрватске шишку је углавном заменио њен производ укрштања са белим енглеским свињама, да би касније тај предео углавном био запоседнут белим свињама, док је на југу шишку заменило њено укрштање са мангулицом (касније је то постало подручје мангулице, а затим црне славонске свиње), тако да данас практично нема шишке у Хрватској. Слично се дешавало и у осталим нашим крајевима, тако да данас шишка више не постоји. Сматра се да је још почетком седамдесетих било последњих примерака ове расе у Босни, илуструјући некадашњи стари начин узгоја свиња.

## Грађа тела
Шишка по изгледу подсећа на дивљу свињу.  Глава је велика, уска и дугачка, равне профилне линије. Уши су кратке и уздигнуте, врат пљоснат, леђа шаранаста, сапи стрме. Предњи део тела је знатно више развијен.

## Плодност
Праси од 4 до 6 прасади у леглу.